# Cream Lemon
Cream Lemon (くりいむレモン, Kurīmu remon) est un anime japonais à caractère érotique, souvent pornographique (hentai en occident), produit à partir de 1984 par le studio Fairy Dust. Il a été diffusé sous forme d’OAV en quarante épisodes.

## Présentation
Cream Lemon présente une grande diversité dans son scénario : en effet, seul le hentai est récurrent dans tous les épisodes, et la série mélange de nombreux genres – comédie, horreur, science-fiction ou fantastique – et traite du sexe sous son angle le plus large, allant de l’inceste au sadomasochisme en passant par l’homosexualité. Bien que la franchise se découpe en quatre saisons, Cream Lemon est en fait composé d’une multitude de petites histoires s’étendant sur quelques épisodes (qui ne se suivent pas toujours) et mettant en scène des personnages et des thèmes différents. Les deux sections les plus populaires sont l’histoire d’Ami, personnage qui apparaît le plus grand nombre de fois, et Escalation, dont le genre dominant est le yuri. D’ailleurs, le personnage d’Ami, une jeune fille de onze ans qui apparaît dès le premier épisode où elle séduit son grand frère, incarne bien l’idée générale de la série : éviter la monotonie. Paradoxalement, mettre en scène des adolescents dans ce type de série permettait à l’époque de contourner la censure, grâce à une lacune dans la loi japonaise.
Entre 1984 et 1993, 38 épisodes sont créés. Ce n’est qu’en 2001 et 2002 que deux ultimes épilogues sortent, respectivement sur Escalation et Ami. On peut aussi noter que Project A-Ko, une série d’OAV débutée en 1986, devait à l’origine être une des histoires de Cream Lemon ; le scénario a cependant été lissé pour toucher un public plus conventionnel et n’a pas été intégré à la série.
Cream Lemon est la seconde série érotique produite sous forme d’OAV de l’animation japonaise, après Lolita Anime. Bien que peu connue en occident, elle est au Japon très populaire, emblématique des années 1980,.
En France, la série a été partiellement commercialisée par Banzaï.

## Fiche technique
- Type : anime
- Origine :  Japon
- Première diffusion : 10 août 1984
- Format : 40 épisodes de 25 à 30 minutes
- Réalisateurs : Kazuya Miyazaki, Bikkuri Hako, Ayako Mibashi, Yuji Motoyama, Toshiki Hirano (liste non exhaustive)[5]

## Découpage et épisodes
La franchise se découpe en quatre sous-parties :
- la série originale de 16 épisodes (1984-1987) ;
- New Cream Lemon de 9 épisodes (1987-1988) ;
- 6 épisodes spéciaux centrés sur Ami (1985-1990) ;
- 7 épisodes divers (1987-1993) ;
- deux épilogues sortis en 2001 et 2002.

Après New Cream Lemon, trier les épisodes s’avère relativement ardu ; ils sont listés ci-dessous par date de première diffusion.
| No              | Titre français | Titre japonais                                    | Titre japonais                                          | Date de 1re diffusion |
| No              | Titre français | Kanji                                             | Rōmaji                                                  | Date de 1re diffusion |
| --------------- | -------------- | ------------------------------------------------- | ------------------------------------------------------- | --------------------- |
| Cream Lemon     |                |                                                   |                                                         |                       |
| 1               |                | 媚・妹・Baby                                      | Bii Mai Baby                                            | 10 août 1984          |
| 2               |                | エスカレーション～今夜はハードコア～              | Escalation : konya wa hardcore                          | 10 septembre 1984     |
| 3               |                | SF・超次元伝説ラル                                | SF choujigen densetsu rall                              | 3 décembre 1984       |
| 4               |                | POP チェイサー                                    | Pop Chaser                                              | 13 mars 1985          |
| 5               |                | 亜美・AGAIN                                       | Ami Again                                               | 10 avril 1985         |
| 6               |                | エスカレーション2～禁断のソナタ～                 | Escalation 2 : kindan no sonata                         | 25 mai 1985           |
| 7               |                | いけないマコちゃん MAKO・セクシーシンフォニー前編 | Ikenai Mako-chan ! Mako sexy symphony zenpen            | 12 juillet 1985       |
| 8               |                | スーパーバージン                                  | Super Virgin                                            | 10 septembre 1985     |
| 9               |                | ハプニング・サマー                                | Happening Summer                                        | 20 octobre 1985       |
| 10              |                | STAR TRAP                                         | Star Trap                                               | 25 décembre 1985      |
| 11              |                | 黒猫館                                            | Kuronekokan                                             | 25 janvier 1986       |
| 12              |                | いけないマコちゃん MAKO・セクシーシンフォニー後編 | Ikenai Mako-chan ! Mako sexy symphony kouhen            | 25 février 1986       |
| 13              |                | 亜美・                                            | Ami III                                                 | 25 mai 1986           |
| 14              |                | なりすスクランブル                                | Nalice Scramble                                         | 5 août 1986           |
| 15              |                | 超次元伝説ラルII～ラモー・ルーの逆襲～            | Choujigen densetsu rall : Lamu ru gyakushū              | 5 décembre 1986       |
| 16              |                | エスカレーション3～天使たちのエピローグ～         | Escalation 3 : tenshi-tachi no epilogue                 | 21 février 1987       |
| New Cream Lemon |                |                                                   |                                                         |                       |
| 1               |                | 森山塔スペシャル 5時間目のヴィーナス              | Moriyama tou special : 5 jikanme no Venus               | 21 mars 1987          |
| 2               |                | ホワイト・シャドウ                                | White Shadow                                            | 15 avril 1987         |
| 3               |                | 魔人形（madol）                                   | Maningyou (madol)                                       | 1er mai 1987          |
| 4               |                | e・tude～雪の鼓動～                               | Etude : yuki no kodou                                   | 21 juin 1987          |
| 5               |                | ゆめいろBUNNY                                     | Yumeiro Bunny                                           | 1er juillet 1987      |
| 6               |                | サマーウィンド～少女たちが運んだ夏～              | Summer Wind : shoujo-tachi ga hakonda natsu             | 30 juillet 1987       |
| 7               |                | 二人のハートブレイクライブ                        | Futari no heartbreak life                               | 26 décembre 1987      |
| 8               |                | e・tudeⅡ～早春コンチェルト～                      | Etude II : soushun concerto                             | 21 janvier 1988       |
| 9               |                | 森山塔スペシャルⅡ 放課後×××                       | Moriyama tou special II : houkago XXX                   | 21 mars 1987          |
| Ami             |                |                                                   |                                                         |                       |
| 1               |                | 続・黒猫館 ホワイト・シャドウ                     | Ami Image White Shadow                                  | 15 décembre 1985      |
| 2               |                | 旅立ち ～亜美・終章～                             | Tabidachi : Ami shūshou                                 | 10 août 1986          |
| 3               |                | 亜美・それから 第1部 ～哀しみの中で～             | Ami sore kara, dai 1 bu : kanashimi no nakade           | 21 octobre 1988       |
| 4               |                | 亜美・それから 第2部 ～忘れたいのに～             | Ami sore kara, dai 2 bu : wasuretai noni                | 3 février 1989        |
| 5               |                | 亜美・それから 第3部 ～抱かれたいのに～           | Ami sore kara, dai 3 bu : dakaretai noni                | 21 juin 1989          |
| 6               |                | 唯登詩樹ベストヒット 微笑みの中で                 | Ami sore kara, dai 4 bu kanketsuhen : hohoemi no nakade | 21 mai 1990           |
| Épisodes divers |                |                                                   |                                                         |                       |
| 1               |                | DARK ～ダーク～                                   | Dark                                                    | 25 juin 1987          |
| 2               |                | 計奈恵スペシャル 魔道都市アスタロト               | Harukana kei special : madou toshi astaroth             | 6 décembre 1989       |
| 3               |                | 森山塔ベストヒット そうかもしんない               | Moriyama tou best hit : soukamoshinnai                  | 4 avril 1990          |
| 4               |                | 森山塔ベストヒット そうかもしんない               | Toshiki Yui best hit : Europa no inshou                 | 21 juin 1990          |
| 5               |                | 亜麻木硅ベストヒット チェリーなゆううつ           | Amagi Kei best hit : cherry na yūutsu                   | 21 juillet 1990       |
| 6               |                | 青い性 ～アンジェ&ローズ～                        | Aoi sei : Angie & Rose                                  | 17 juillet 1992       |
| 7               |                | 続・黒猫館                                        | Zoku kuronekokan                                        | 19 mars 1993          |
| Épilogue        |                |                                                   |                                                         |                       |
| 1               |                | エスカレーション ～Die Liebe～                    | Escalation : Die Liebe                                  | 27 juillet 2001       |
| 2               |                | 亜美 RENCONTRER                                   | Ami Recontrer                                           | 23 août 2002          |

Liste réalisée d’après les sources suivantes ,,:.
Comme évoqué précédemment, plusieurs personnages ou contextes réapparaissent au fil des épisodes. La trace de ces « histoires dans l’histoire » est consignée ici (les autres épisodes allant seuls, le lecteur se réfèrera au tableau ci-dessus pour la liste exhaustive) :
- Bii Mai Baby, Ami Again, Ami III, Ami Image White Shadow, Tabidachi : Ami shūshou, Ami sore kara 1 à 4, Ami Recontrer
- Escalation : konya wa hardcore, Escalation 2 : kindan no sonata, Escalation 3 : tenshi-tachi no epilogue, Escalation : Die Liebe
- SF choujigen densetsu rall, Choujigen densetsu rall : Lamu ru gyakushū
- Pop Chaser, Star Trap
- Ikenai Mako-chan ! Mako sexy symphony zenpen, Ikenai Mako-chan ! Mako sexy symphony kouhen
- Kuronekokan, Zoku kuronekokan
- Moriyama tou special : 5 jikanme no Venus, Moriyama tou special II : houkago XXX, Moriyama tou best hit : soukamoshinnai
- Étude : yuki no kodou, Étude II : soushun concerto

## Films dérivés
Plusieurs films en prises de vue réelle ont aussi été dérivés de la série – notamment là encore du personnage d’Ami –, mais en perdant intégralement le caractère pornographique au profit de la romance :
- Cream Lemon de Nobuhiro Yamashita sorti le 25 septembre 2004[11] ;
- Cream Lemon : Ami no nikki de Iwao Takahashi sorti le 16 septembre 2005[12] ;
- Cream Lemon : tsubomi no katachi de Wataru Furuta sorti le 27 janvier 2006[13] ;
- Cream Lemon : yume no ato ni de Hideo Jōjō sorti le 21 avril 2006[14] ;
- Cream Lemon : Pūru-saido no ami de Mikio Hirota sorti le 27 octobre 2006[15] ;
- Cream Lemon : Kuroneko-kan, Arisa no shōzō de Takashi Motoki sorti le 26 janvier 2007[16] ;
- Cream Lemon : madōru de Yū Irie sorti le 27 avril 2007[17].

## Annexe